# Manca
Een manca is een ontwikkelingsstadium (de post-larvale juveniel) bij peracaride kreeftachtigen. De larven van deze groep worden in een broedbuidel meegedragen door het vrouwtje. Voordat ze worden vrijgelaten vervellen ze tot het zogenaamde manca-stadium. Ze zien er dan uit als miniatuurtjes van de volwassen dieren maar het laatste paar pereopoden (looppootjes) ontbreekt nog. Dat laatste paar pootjes komt er na één tot drie vervellingen bij.

Vlokreeftjes zijn de enige orde binnen de Peracarida waarbij het manca-stadium niet voorkomt.
Bij sommige isopoden  (visluizen, familie Cymothoidae) is het manca-stadium parasitair op vissen. In dit geval wordt de manca ook wel praniza genaamd.